# يعقوب أبيلز
يعقوب أبيلز Jacob Abels 1803 – 1866 رسام هولندي.
ولد في أمستردام وتعلم فن الرسم بها. وزار ألمانيا عام 1826 وبعد عودته استقر في لاهاي. يتميز برسم المناظر الطبيعية الغارقة في ضوء القمر. يضم متحف هارلم لوحات له.